# Densha Otoko

Homem do trem.

Densha Otoko (homem do trem, em japonês) foi uma comédia romântica exibida em onze capítulos e um especial, toda quinta-feira, no horário das 22 às 22h54, pela televisão japonesa Fuji, no período de 17 de julho a 22 de setembro de 2005. Em 2006 foi feito um especial de duas horas, Densha Otoko DX, contando o que se passa um ano após o final da telenovela.

## História
Adaptado da obra literária (baseada em uma história real) de Nakano Hitori, Densha Otoko começou a ser exibido na TV Fuji em 17 de julho de 2005 e  alcançou 18,3% de audiência logo no primeiro episódio. Um romance adaptado aos tempos modernos, que têm como foco principal os conhecidos no país como otaku. 
Otaku é um termo utilizado para designar pessoas extremamente fanáticas por seus hobbies, sendo na maioria dos casos por games, animes, miniaturas e super heróis. Por tratar deste assunto, Densha Otoko despertou interesse em muitos jovens, além de ter conseguido amenizar a visão negativa que a sociedade em geral tinha perante este grupo.
O protagonista é o jovem Yamada Tsuyoshi, de 23 anos, um rapaz viciado em animes e miniaturas de personagens. Junto com seus dois únicos amigos, freqüenta eventos com dubladores e lojas em Akihabara, famosa pela grande quantidade de produtos deste gênero. Seu lado social não é motivo de orgulho, Yamada é odiado pela irmã graças ao vício e caçoado no emprego, por ser extremamente desajeitado.
Um dia, enquanto estava a bordo de um trem, ficou encantado com uma garota rica e muito bonita, Aoyama Saori, de 25 anos. Enquanto contemplava a beleza da moça, um bêbado apareceu e começou a provocar os passageiros. Ao mexer com a garota, Yamada se levanta e muito nervoso, com seu jeito atrapalhado e tímido, pede para que o velho pare de perturbar. O bêbado se dirige ao jovem e uma briga começa, obviamente com a vitória do bêbado, mas dando tempo suficiente para a polícia chegar e o levar.
Aoyama fica agradecida pela coragem de Yamada, e pede o endereço do garoto, para enviar um presente como forma de agradecimento. Totalmente eufórico e sem saber o que fazer, pois nunca tinha tido nenhum relacionamento com mulheres em sua vida, o jovem em um fórum da internet (conhecidos no Japão como BBS) e conta sua história, em busca de ajuda para seguir em frente e ter algum sucesso com a garota.
O fórum é repleto de pessoas com algum tipo de problema emocional, e todas tentam ao máximo aconselhar Yamada sobre o que fazer. Conforme os relatos do rapaz, freqüentadores vão tomando coragem para resolver seus próprios problemas, e devido a isso, o tópico de Yamada fica bastante conhecido. O local é totalmente anônimo, Yamada recebeu o nickname de Densha Otoko (Homem do Trem, em japonês) e a grande maioria dos postadores não se identificam ao postar. Todos tratam Aoyama como Hermes-san (Senhorita Hermes), devido a marca das xícaras que a garota enviou de presente para Yamada como forma de agradecimento.
Aoyama Saori tem um trauma em relação a homens devido ao casamento arruinado de seus pais, e também não suporta nenhum tipo de mentira (o que faz se desentender com Yamada em algumas ocasiões). Sua mãe, Aoyama Yuki, está sempre arranjando casamentos para a filha, mas esta rejeita todos. Saori vê em Yamada um rapaz sincero e gentil, apesar deste sempre ficar sem jeito e gaguejando ao conversar. Acaba se fascinando ao descobrir que ele é um otaku, por achar que tal hobby e estilo o faz uma pessoa única.
Várias confusões ocorrem durante a série, o casal se desentende duas vezes, mas apoiado pelos amigos anônimos do fórum, Yamada sempre consegue coragem para consertar qualquer situação, o que o torna motivo de orgulho para os freqüentadores.
A série teve 11 episódios de 45 minutos e um especial, sempre alcançando altos índices de audiência e se tornando bem conhecida. Apesar de contar com uma equipe de produção bem iniciante, os episódios foram muito bem produzidos e dirigidos, além de efeitos de computação gráfica para por exemplo, quando Yamada envia uma mensagem para o fórum e esta se espalha pelas diversas cidades do Japão onde se encontram outros membros.
Uma personagem de anime chamada Minna foi criada para ser a "febre do momento" na história, Yamada e seus amigos colecionam bonecos e figuras da personagens e vão a entrevistas com Karin, uma famosa atriz e dubladora da personagem. Fato interessante é que Karin chega a freqüentar o fórum, e graças aos relatos de Densha Otoko, toma coragem para dizer ao pai que quer ir estudar nos Estados Unidos. Para a abertura, foi utilizada a música de um antigo desenho de nome Daicon IV e a animação feita com cenas de Minna.

## Elenco
- Misaki Ito – Saori Aoyama (沙織 青山)
- Atsushi Itō – Tsuyoshi Yamada (剛司 山田)
- Miho Shiraishi – Misuzu Jinkama (美鈴 陣釜)
- Eriko Sato – Kaho Sawazaki (果歩 沢崎)
- Risa Sudo – Yūko Mizuki (裕子 観月)
- Mokomichi Hayami – Keisuke Aoyama (啓介 青山) (Irmão de Saori)
- Maki Horikita – Aoi Yamada (葵 山田) (Irmã de Tsuyoshi)
- Shiro Kishibe – Tsuneo Yamada (Pai de Tsuyoshi)
- Gekidan Hitori – Yuusaku Matsunaga
- Eiji Sugawara – Shinji Kawamoto
- Saori Koide – Karin Takeda (花梨 武田)
- Shun Oguri – Munetaka Minamoto
- Kosuke Toyohara – Kazuya Sakurai (和哉 桜井)
- Kumiko Akiyoshi – Yuki Aoyama (由紀 青山) (Mãe de Saori)
- Chizu Sakurai – Ryoko Hashizume
- Seiji Rokkaku – Sadao Ushijima
- Youichi Nukumizu – Susumu Ichisaka
- Tatsuya Gashuin – Tominaga
- Kazuki Namioka – Music Otaku
- Makoto Sakamoto - Muto

## Equipe de produção
- Produtores: Wakamatsu Jisashiki, Kawanishi Migaku
- Diretores: Takeuchi Hideki, Nishiura Masaki, Kobayashi Kazuhiro
- História original: Nakano Hitori
- Roteiristas: Mutou Susumuware, Tokunaga Tomokazu

## Lista de episódios
- Episódio 01: 100万人が見守った恋の行方 (2005)
- Episódio 02: 初デートへ向け大変身 (2005)
- Episódio 03: 初デートに大ピンチ！！ (2005)
- Episódio 04: 夏！サーフィン大特訓 (2005)
- Episódio 05: ストーカー撃退大作戦 (2005)
- Episódio 06: 告白は波乱の幕開け！ (2005)
- Episódio 07: 脱オタク!!涙の誕生日 (2005)
- Episódio 08: 復活！！涙のオタク激白 (2005)
- Episódio 09: 最終決戦は悲劇の予感 (2005)
- Episódio 10: 最終章！奇跡の大逆転 (2005)
- Episódio 11: 史上最大の告白！！涙の卒業式 (2005)
- Especial (final alternativo): 電車男vsギター男！！ (2005)
- Densha Otoko DX (Deluxe) - The Last Crusade: 電車男 DX (2006)